# Georg Cappeller

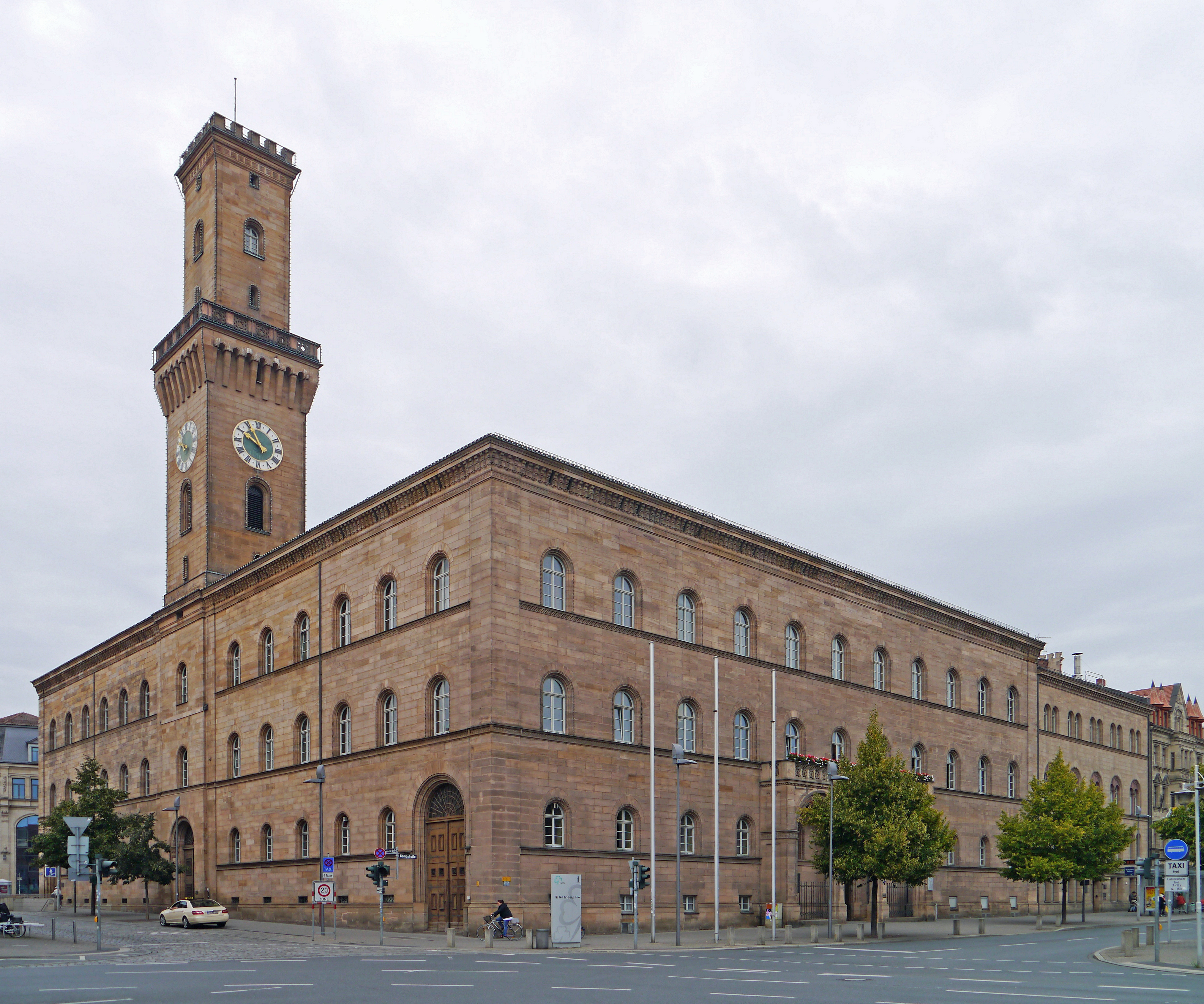
Rathaus Fürth, 1840–1844.

Georg Cappeller (* 25. Oktober 1793 in Burgfarrnbach; † 16. März 1855 in Stuttgart) war ein deutscher Architekt in Nürnberg und Fürth.

## Leben

### Frühe Jahre
Johann Georg Cappeller wurde am 25. Oktober 1793 in Burgfarrnbach bei Fürth als Sohn von Johann Kapeller und der Burgfarrnbacher Bauerntochter Anna Maria Dratz geboren. Cappellers Vater Johann Kapeller und sein Großvater Joseph Kapeller waren in Burgfarmbach Steinhauer- und Maurermeister.
Cappeller absolvierte seine Lehrzeit als Steinhauer bei seinem Vater, für den er auch als Geselle noch zwei Jahre arbeitete. Ab 1810 arbeitete er in Nürnberg für die Königlich bayerische Landbauinspektion unter dem Bauinspektor Franz Xaver Keim, der ihm auch sechs Jahre lang Unterricht im Zeichnen und Projektieren erteilte. 1818 wurde er Mitglied der Albrecht-Dürer-Gesellschaft, Nürnberg.
1819 unternahm er eine Reise in mehrere deutsche Städte und nach Prag und studierte anschließend ein Vierteljahr lang an der Architekturschule der Akademie der bildenden Künste Wien. 1821 wurde ihm das Meisterrecht als Steinmetz und das Bürgerrecht der Stadt Nürnberg verliehen. Er ließ sich mit seiner Werkstätte in der Färberstraße 56 in Nürnberg nieder.

### Nürnberg

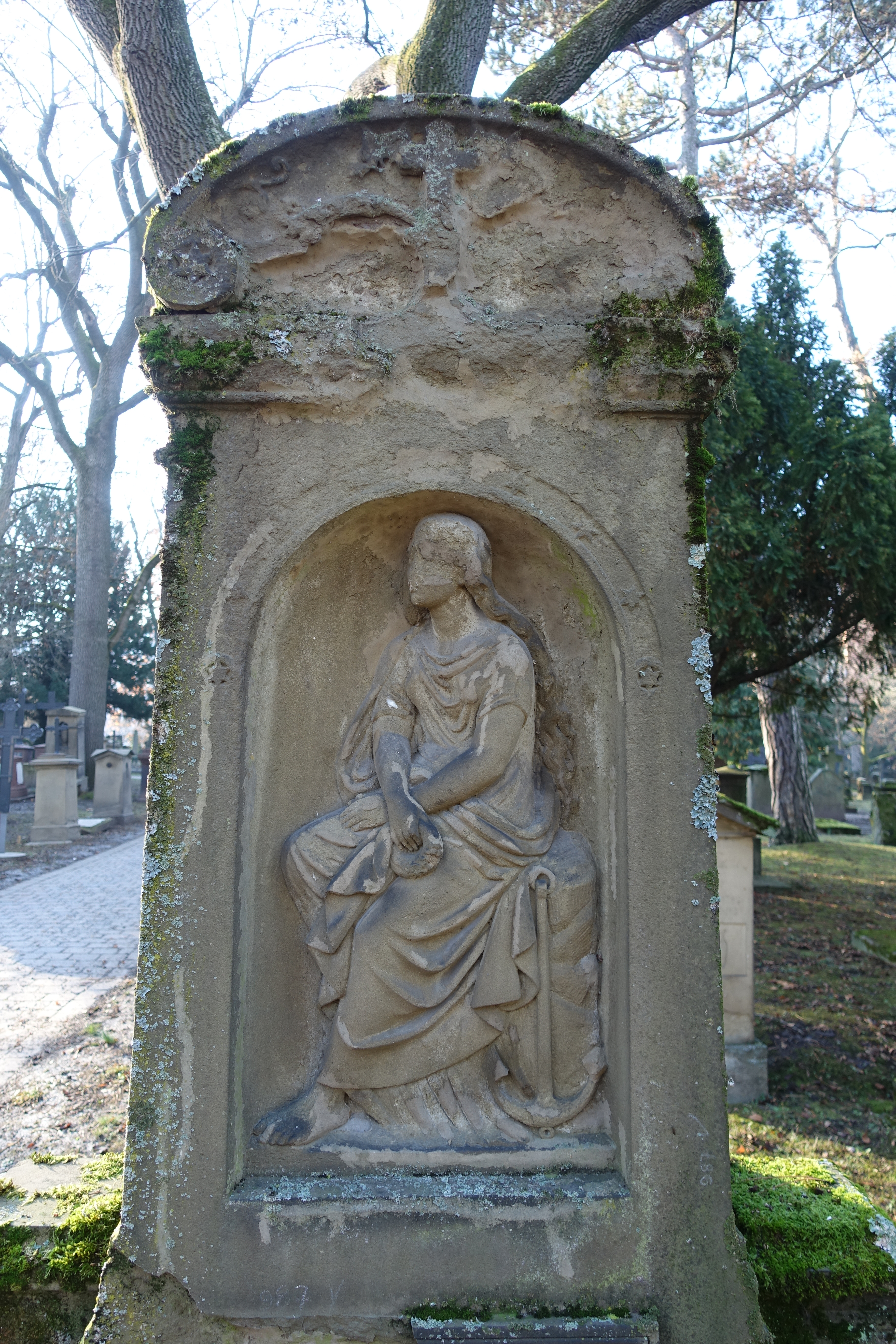
Grab von Georg Cappeller

In Nürnberg restaurierte er den Schönen Brunnen und arbeitete von 1821 bis 1824 intensiv mit dem Architekten Carl Heideloff zusammen. Er errichtete nach dessen Plänen den Dürer-Pirckheimer-Brunnen, unterstützte ihn bei der Renovierung der Nürnberger Kirchen und bei der Fassadengestaltung von Privathäusern. Durch den Verkehr mit Heideloff wurde er mit dessen Schwester Clementine Heideloff (1800–1866) bekannt, die er 1826 heiratete. Aus der Ehe gingen 9 Kinder hervor, darunter die Bildhauer Johannes Cappeller (1827–1883) und Viktor Cappeller (1831–1904) und die Töchter Marie und Julie, die Marie Gräfin Neipperg als Kammerfrauen dienten. Ab 1834 schränkte Cappeller sein Baugeschäft stark ein und beschäftigte sich mehr mit der Leitung und Projektierung von Bauten.

### Fürth
1840 bis 1844 übernahm Cappeller als Baurat der Stadt Fürth die technische Leitung für den Neubau des Fürther Rathauses, mit Ausnahme des Turms, der erst später erbaut wurde. Zwischen 1842 und 1844 war er außerdem verantwortlich für die Erbauung die Gebäude Kirchenplatz 3 und 7, Königstraße 74 und 92, Schwabacher Straße 22 und 32 und Waagstraße 3.

### Lebensabend
Nach Fertigstellung des Rathauses wurde Cappellers Zeitvertrag entgegen seinen Erwartungen nicht in eine feste Anstellung umgewandelt. Verschiedene Versuche, eine neue Existenz aufzubauen, zerschlugen sich. Darauf gründete er 1846 in Nürnberg eine Fournier-Schneid-Fabrik. Die Fabrik geriet jedoch bald in finanzielle Schwierigkeiten und brachte Cappeller an den Rand des Ruins. Ende 1849 übersiedelte er mit seiner Frau nach Stuttgart, wo seine Söhne Viktor und Johannes die Eltern finanziell unterstützten.
Georg Cappeller starb am 16. März 1855 im Alter von 61 Jahren in Stuttgart. Seine Frau überlebte ihn um 11 Jahre und starb am 19. Mai 1866 im Alter von 66 Jahren in Stuttgart. Beide wurden in einem gemeinsamen Grab auf dem Hoppenlaufriedhof in Abteilung 5b beigesetzt.
Ein hoffnungsvoll begonnenes Berufsleben, in dessen Verlauf Georg Capeller nahezu zwei Jahrzehnte ein tüchtiger Mitarbeiter seines Schwagers Karl Heideloff gewesen war, endete durch wirtschaftliche Fehleinschätzungen in ärmlichen Verhältnissen.

## Bauwerke
Neben der Restaurierung des Schönen Brunnens und der Errichtung des Dürer-Pirckheimer-Brunnens war Cappeller in den 1820er Jahren an der Renovierung der Nürnberger Kirchen und bei der Fassadengestaltung von Privathäusern beteiligt. Als Baurat in Fürth war er für die technische Leitung des Rathausneubaus zuständig und daneben verantwortlich für den Bau von Bürgerhäusern.

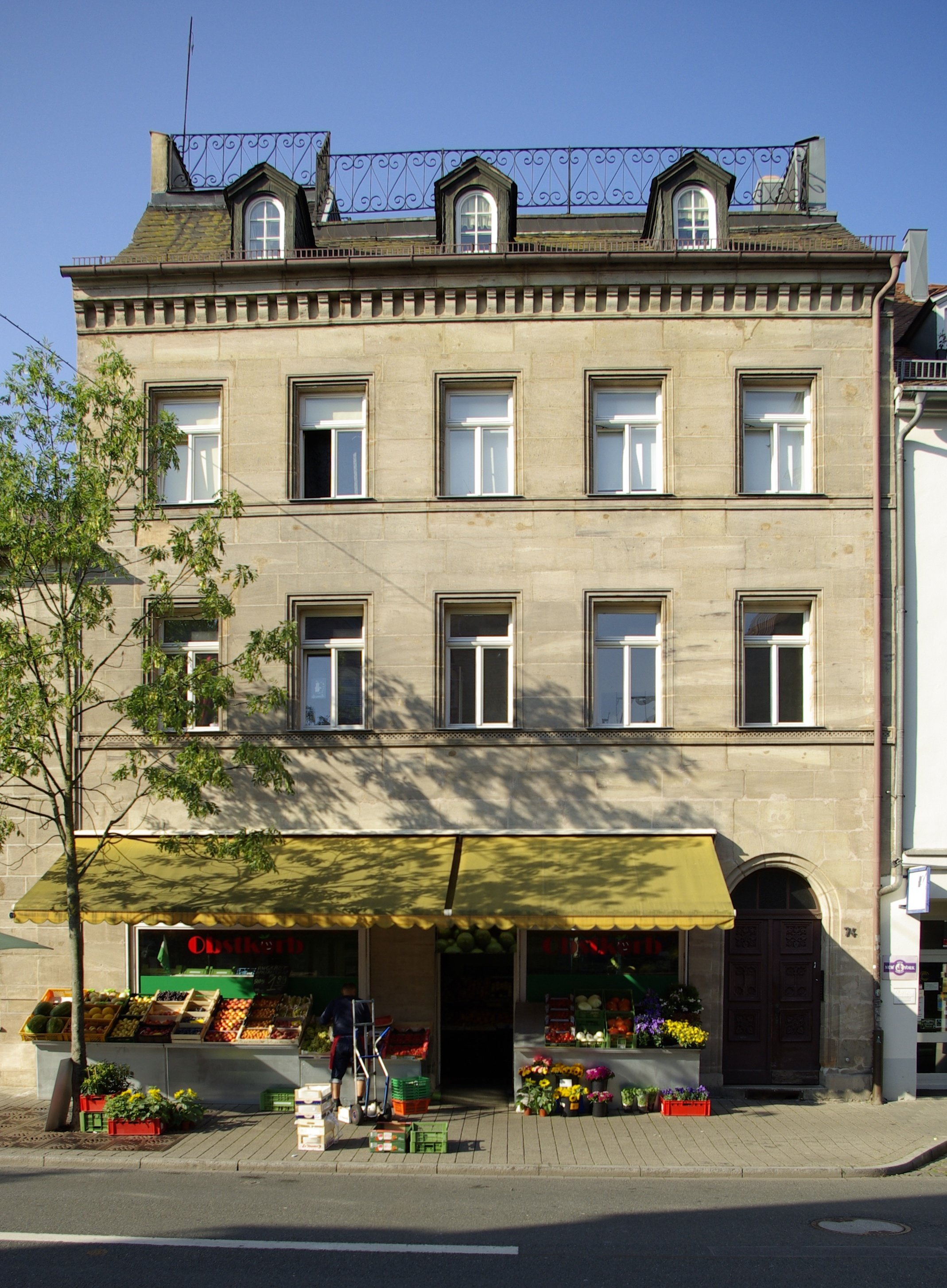
Fürth, Königstraße 74, 1843.
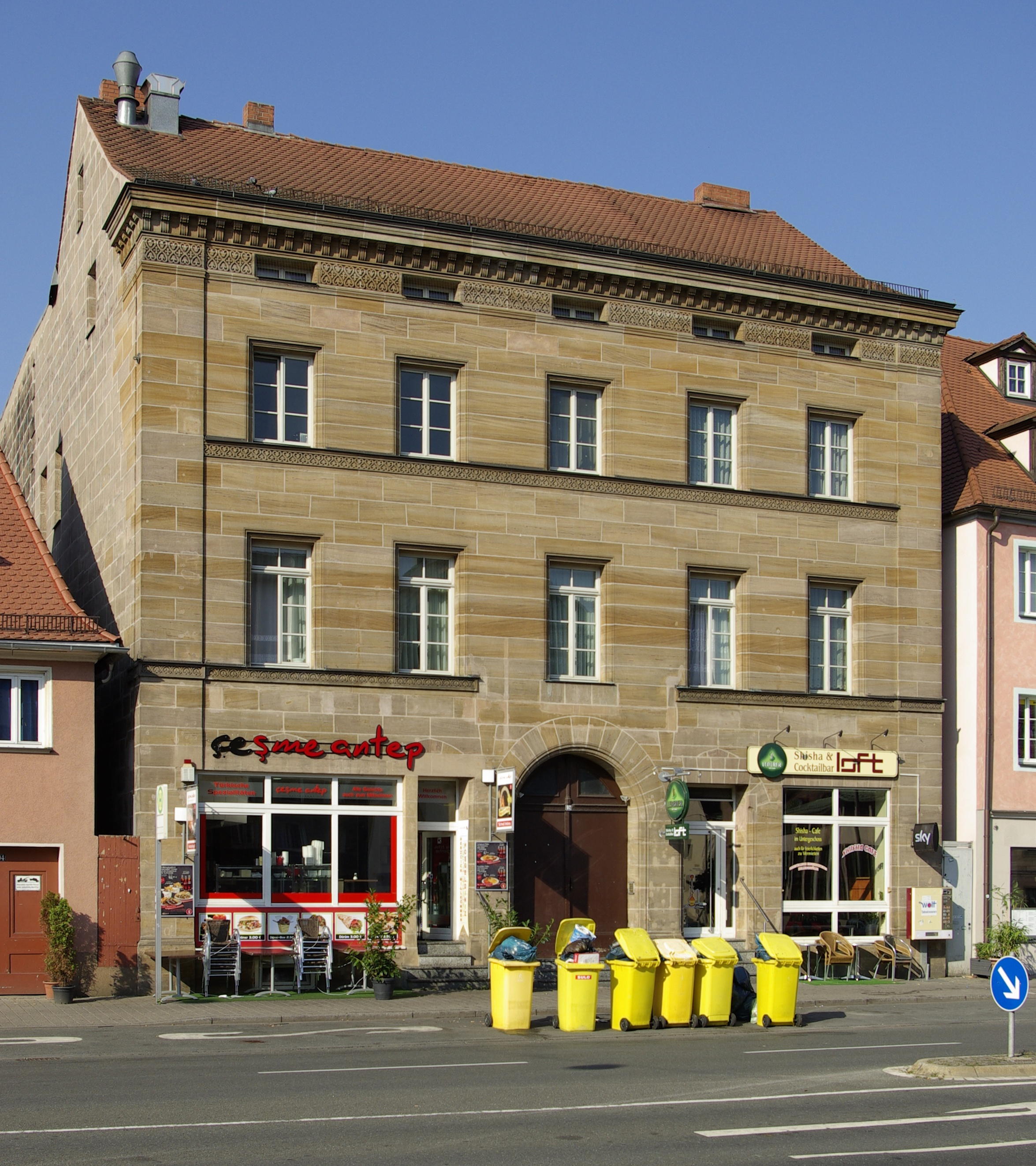
Fürth, Königstraße 92, 1843.
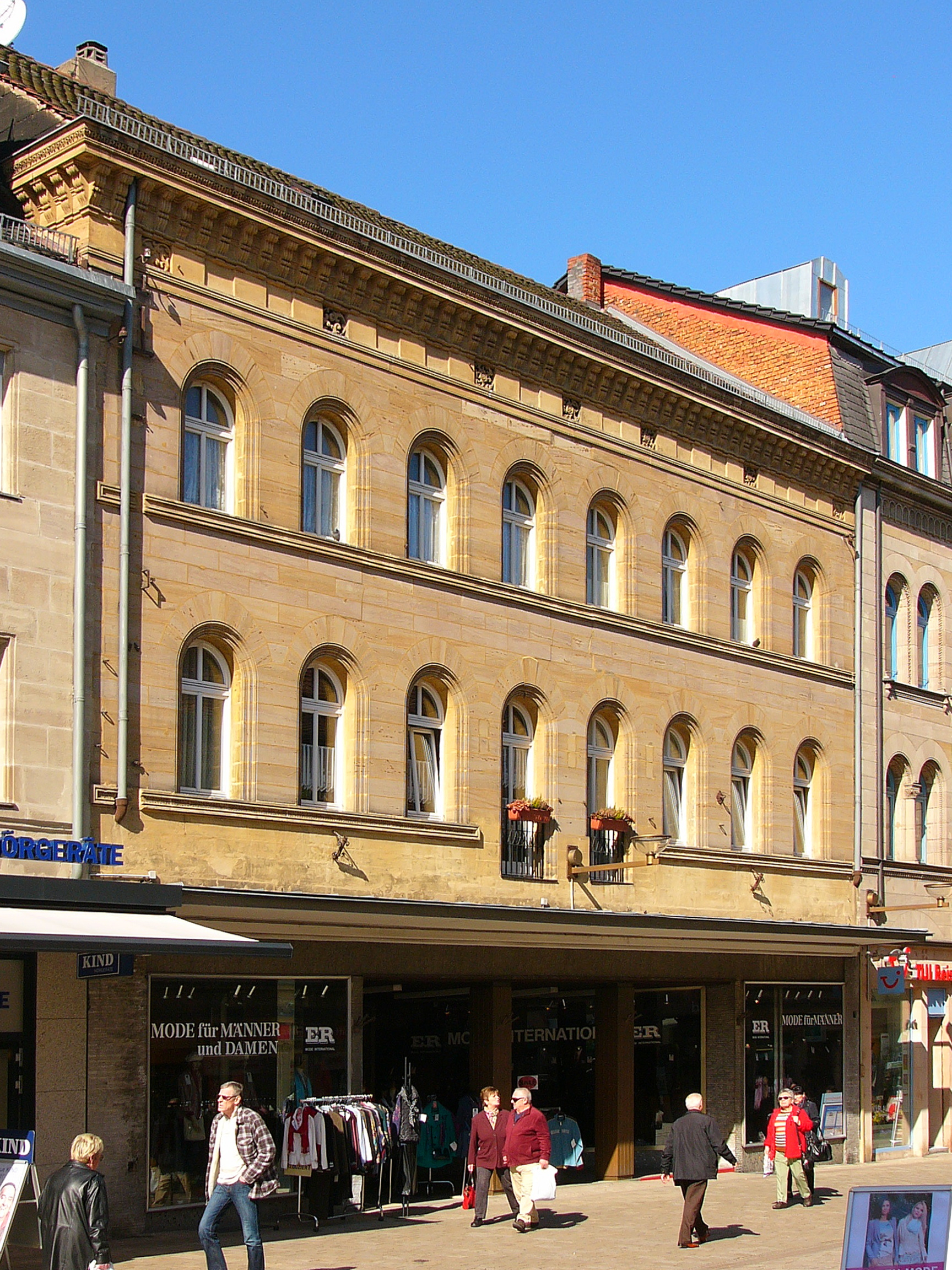
Fürth, Schwabacher Straße 22, 1844.

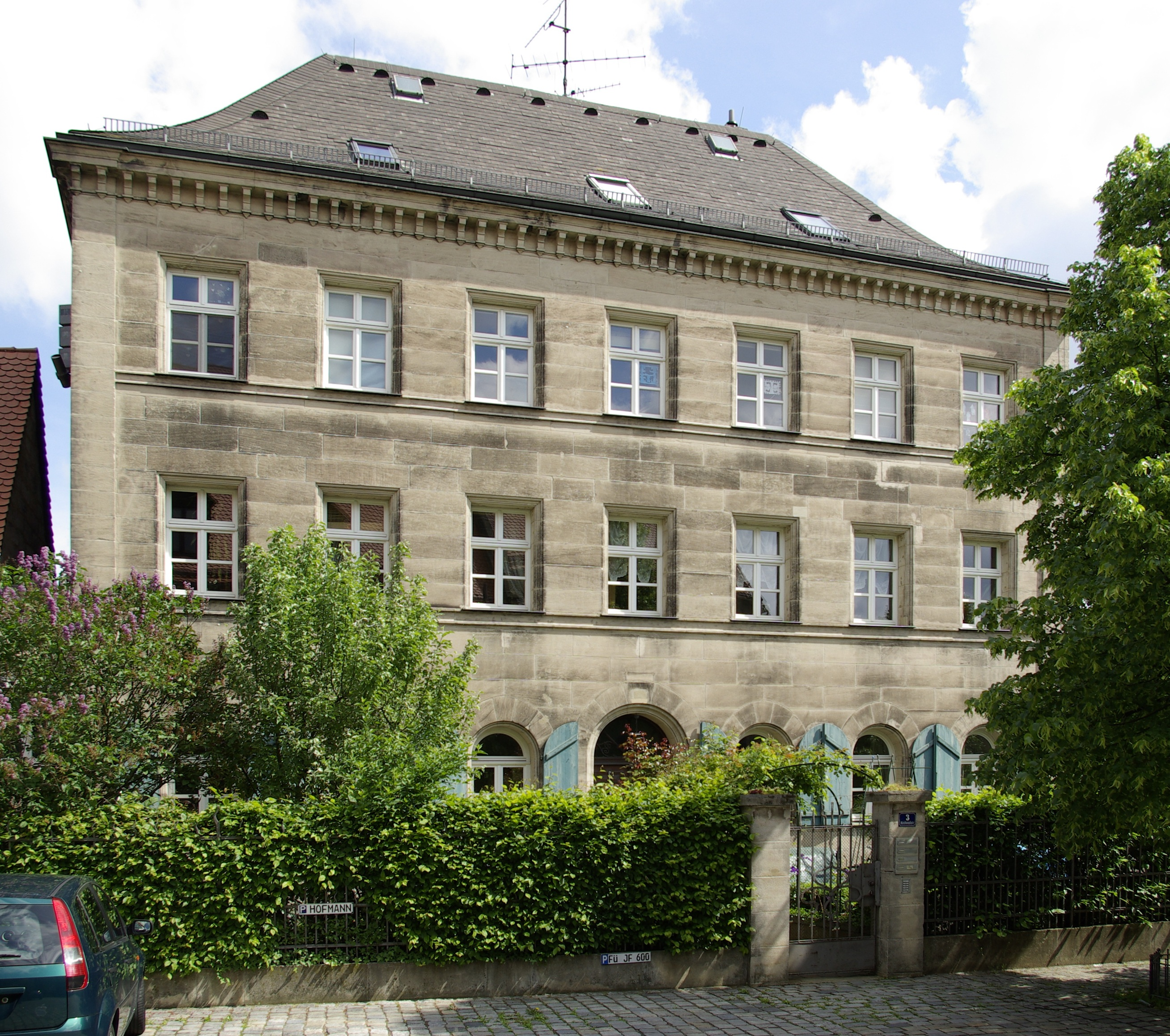
Fürth, Kirchenplatz 3, 1842.
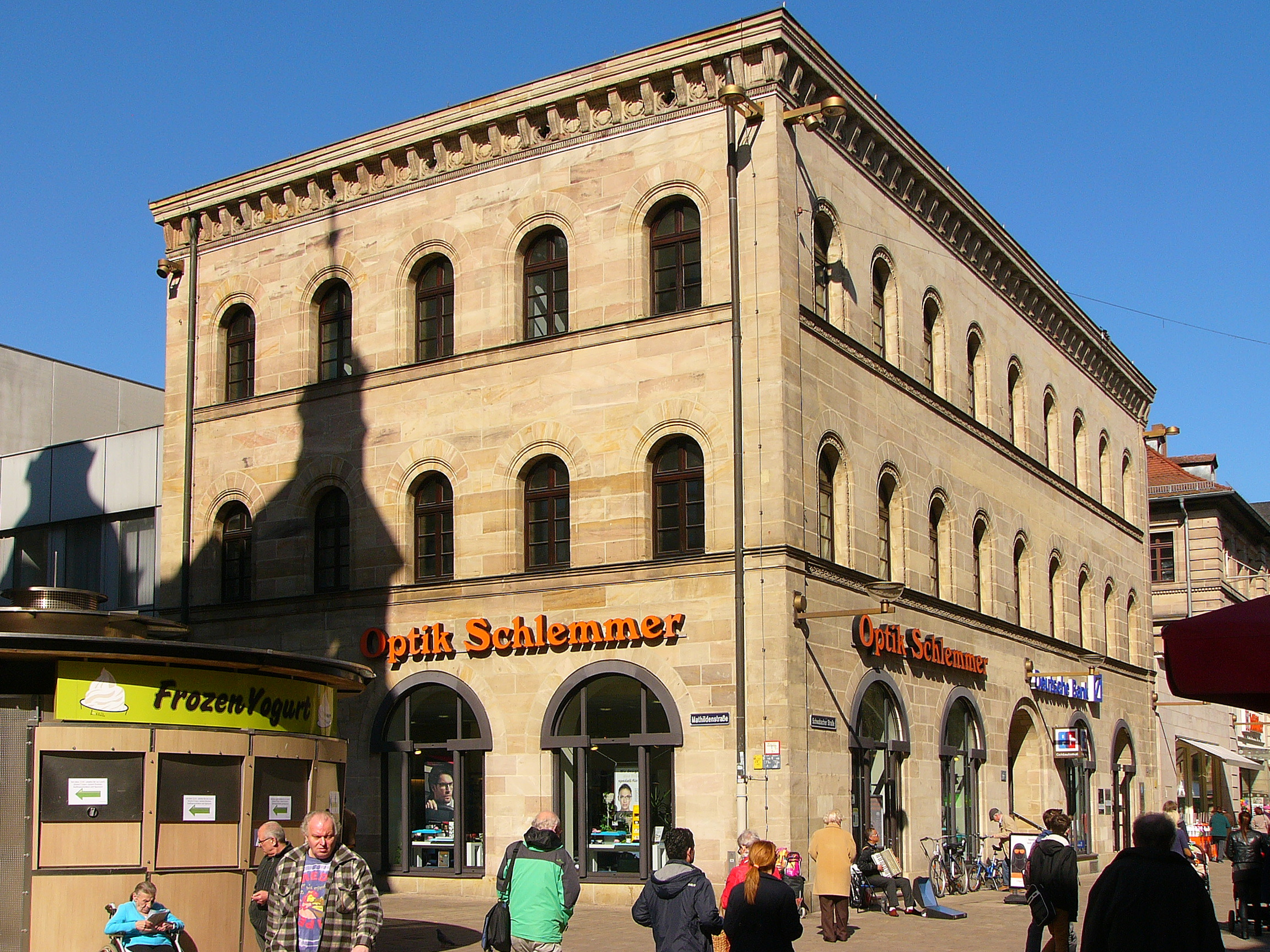
Fürth, Schwabacher Straße 32, 1844.

## Mitgliedschaften
- 1818: Albrecht-Dürer-Gesellschaft, Nürnberg.[12]